# Karl Morgenschweis

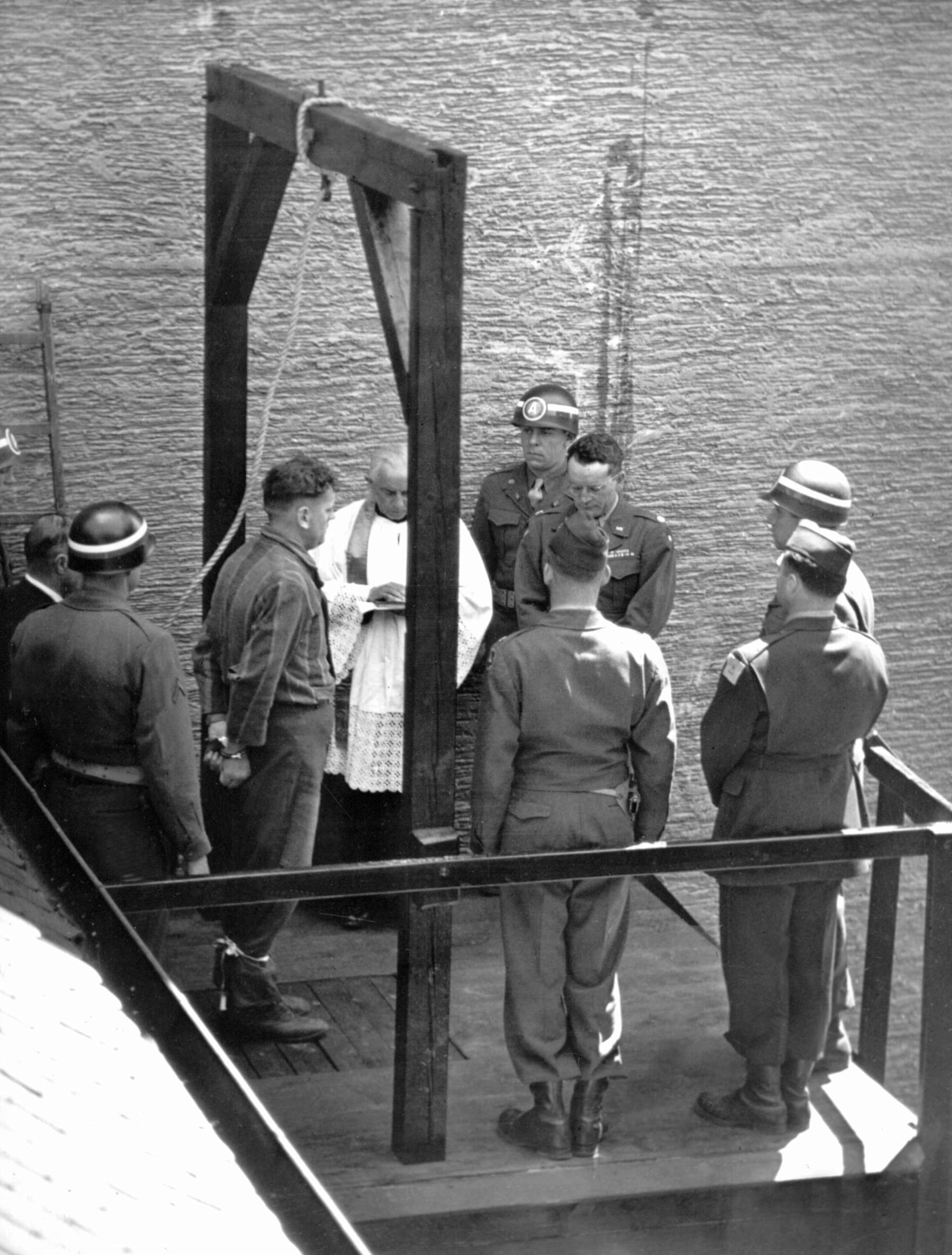
Karl Morgenschweis betet für einen verurteilten Kriegsverbrecher vor dessen Hinrichtung.

Karl Morgenschweis, auch Morgenschweiß geschrieben, (* 14. Juli 1891 in Rosenberg; † 8. Oktober 1968 in Buchloe) war ein deutscher katholischer Geistlicher und langjähriger Anstaltsgeistlicher im Gefängnis Landsberg.

## Leben
Karl Morgenschweis nahm mit der 11. Bayerischen Division als Leutnant sowie Bataillonsadjutant von 1914 bis 1918 am Ersten Weltkrieg teil und erhielt das EK I. und II.
Morgenschweis war zunächst Gefängnispfarrer in der Strafanstalt Straubing. Von Oktober 1932 bis August 1957 war Morgenschweis Anstaltsgeistlicher im Gefängnis Landsberg. Während der nationalsozialistischen Diktatur betreute er dort seelsorgerisch inhaftierte Gegner des Regimes. Nach Ende des Zweiten Weltkrieges fiel in seine Amtszeit die Nutzung des Gefängnisses als War Criminals Prison No. 1, in dem die verurteilten Kriegsverbrecher aus den Nürnberger- und Dachauer Prozessen ihre Haftstrafen verbüßten beziehungsweise hingerichtet wurden. Zunächst war Morgenschweis dort als Pfarrer tätig, nach Kriegsende als Oberpfarrer. Morgenschweis betreute die Inhaftierten nicht nur seelsorgerisch, sondern setzte sich auch für ihre Begnadigung ein.
Die letzten sieben zum Tode verurteilten NS-Verbrecher, darunter Oswald Pohl und Otto Ohlendorf, wurden in den Morgenstunden des 7. Juni 1951 im Gefängnis Landsberg gehängt. Pohl hatte sich zuvor noch am 12. Februar 1950 zum katholischen Christentum bekannt. Pohl schrieb danach ein Buch mit dem Titel Credo. Mein Weg zu Gott, das durch Morgenschweis herausgegeben wurde. Morgenschweis bezeichnete darin Pohl als einen „Offizier vom Scheitel bis zur Sohle [...], ein Mann von hoher Geistesbildung und Herzensbildung, aufrecht, gerade und wahrhaft.“
Nach seiner Pensionierung war Morgenschweis als Seelsorger am Heilig-Geist-Spital tätig. Morgenschweis hielt am 25. November 1966 in München eine Rede vor dem rechtsextremen Deutschen Kulturwerk Europäischen Geistes über seine Zeit im Landsberger Kriegsverbrechergefängnis, die in Folge in Der Freiwillige publiziert wurde, einer Zeitschrift von Ehemaligen der Waffen-SS. Während dieses Vortrags gab Morgenschweis an, entlastendes Material für die Verurteilten des Malmedy-Prozesses aus dem Kriegsverbrechergefängnis Landsberg hinausgeschmuggelt und an Bischof Johannes Neuhäusler zur Weiterverwendung übergeben zu haben. Im Oktober 1968 verstarb Morgenschweis im Krankenhaus Buchloe.

## Ehrungen
Durch den Bischof wurde Morgenschweis 1950 zum Geistlichen Rat ernannt. 1952 wurde er mit der Bayerischen Verdienstmedaille ausgezeichnet. Morgenschweis erhielt am 7. November 1952 für seine „Verdienste als Seelsorger“ das Bundesverdienstkreuz am Bande. Zudem erhielt Morgenschweis 1958 das Ehrenzeichen des Deutschen Roten Kreuzes. Durch Papst Johannes XXIII. wurde Morgenschweis im März 1959 der „Päpstliche Ehrentitel“ Monsignore verliehen. Am 10. Februar 1960 wurde Morgenschweis mit dem Goldenen Ehrenring der Stadt Landsberg ausgezeichnet.